# Kasteel Nitro's
Maillots
Les Kasteel Nitro's sont un club belge de football américain basé à Izegem. Initialement baptisé Izegem Tribes, le club est renommé Kasteel Nitro's en mai 2022, du nom de son sponsor Kasteel.
Fondé en 1989, il évolue en BNL depuis la création de ce championnat, en 2022,. Il participe également au Championnat de Belgique de football américain, ou BFL. Il participe également à la Flemish american Football League.

## Histoire
- 1989 : Fondation du club.
- 2022 : Changement de nom pour devenir les Kasteel Nitro's[3]